# Mitchel Musso
Mitchel Tate Musso (ur. 9 lipca 1991 w Garland) – amerykański aktor, muzyk i piosenkarz. Występował w roli Olivera „Smokena” Okena w serialu Disney Channel Hannah Montana. 

## Życiorys
Urodził się i dorastał w Garland w Teksasie jako syn Katherine „Kathy”  (z domu Moore) i Samuela „Sama” Musso. Jego matka była pochodzenia angielskiego / brytyjskiego, a ojciec włoskiego (w tym sycylijskiego). Wychowywał się z dwoma braćmi, starszym Masonem Tylerem (ur. 17 marca 1989), wokalistą zespołu Metro Station, i młodszym Marcem (ur. 29 marca 1995), który zagrał m.in. w dramacie kryminalnym 21 gramów i komedii przygodowej Rekin i Lava: Przygoda w 3D. 
Wystąpił gościnnie w teledysku do piosenki Seventeen Forever, gdzie zagrał chłopaka na gokarcie. Przyjaźni się z Miley Cyrus i Emily Osment, z którą nagrał piosenkę If I Didn't Have You. Na swoim pierwszym poważnym koncercie w 2008 jako pierwszy kawałek zaśpiewał napisaną przez niego piosenkę My Best Friend, którą zadedykował Miley Cyrus. Jego debiutancki album nazwany jego imieniem i nazwiskiem wyszedł 2 czerwca 2009. Razem z Tiffany Thornton nagrał piosenkę Let It Go na potrzeby filmu O, kurczę!, gdzie zagrał Poole’a, podkładał głos Jeremiasza w wersji oryginalnej serialu Fineasz i Ferb. Mitchel produkuje również coraz więcej reklam.

## Filmografia
| Role główne    | Role główne                   | Role główne   | Role główne                                                                   |
| Rok            | Tytuł                         | Rola          | Uwagi                                                                         |
| -------------- | ----------------------------- | ------------- | ----------------------------------------------------------------------------- |
| 2010-2012      | Para królów                   | Brady Parker  | Produkcja Disney XD, rola główna, serial                                      |
| 2009           | O, kurczę!                    | Cleatus Poole | Produkcja Disney Channel, rola główna, film                                   |
| 2009           | Hannah Montana: Film          | Oliver Oken   |                                                                               |
| 2006-2011      | Hannah Montana                | Oliver Oken   | Produkcja Disney Channel, rola główna, sezony 1-3 (w sezonie 4 rola gościnna) |
| 2005           | Pieskie życie                 | Raymond Figg  | Produkcja Disney Channel                                                      |
| 2005           | Strażnik Teksasu: Próba ognia | Josh Whitley  |                                                                               |
| Głos i dubbing |                               |               |                                                                               |
| Rok            | Tytuł                         | Rola          | Uwagi                                                                         |
| 2007-2010      | Fineasz i Ferb                | Jeremiasz     | Głos                                                                          |
| 2006           | Straszny dom                  | DJ            | Głos                                                                          |
| 2006           | Bobby kontra wapniaki         | Curt          | Głos, 3 epizody                                                               |

## Dyskografia
- Mitchel Musso (2009)
- Brainstorm (2010)
- Lonely (2014)